# North Vanlaiphai
North Vanlaiphai è una suddivisione dell'India, classificata come census town, di 3.275 abitanti, nel distretto di Serchhip, nello stato federato del Mizoram. In base al numero di abitanti la città rientra nella classe VI (meno di 5.000 persone).

## Geografia fisica
La città è situata a 23° 7' 60 N e 93° 4' 0 E e ha un'altitudine di 1.354 m s.l.m..

## Società

### Evoluzione demografica
Al censimento del 2001 la popolazione di North Vanlaiphai assommava a 3.275 persone, delle quali 1.654 maschi e 1.621 femmine. I bambini di età inferiore o uguale ai sei anni assommavano a 470, dei quali 261 maschi e 209 femmine. Infine, coloro che erano in grado di saper almeno leggere e scrivere erano 2.756, dei quali 1.393 maschi e 1.363 femmine..